# (6419) Susono
(6419) Susono est un astéroïde de la ceinture principale.

## Description
(6419) Susono est un astéroïde de la ceinture principale. Il fut découvert le 7 décembre 1993 à Susono par Makio Akiyama et Toshimasa Furuta. Il présente une orbite caractérisée par un demi-grand axe de 3,13 UA, une excentricité de 0,08 et une inclinaison de 11,4° par rapport à l'écliptique.

## Compléments